# نیک چیانگ
نیک چیانگ (انگلیسی: Nick Cheung؛ ۲ دسامبر ۱۹۶۷) با نام اصلیِ ژانگ چیانگ هوئی (چینی: 張家輝) افسر سابق پلیس، بازیگر و کارگردان فیلم اهل هنگ کنگ است. از فیلم‌های سینمائی یا برنامه‌های تلویزیونی که وی در آنها نقش داشته‌است، می‌توان دوئل، قمارباز چینی را نام برد.